# 꽃꿀

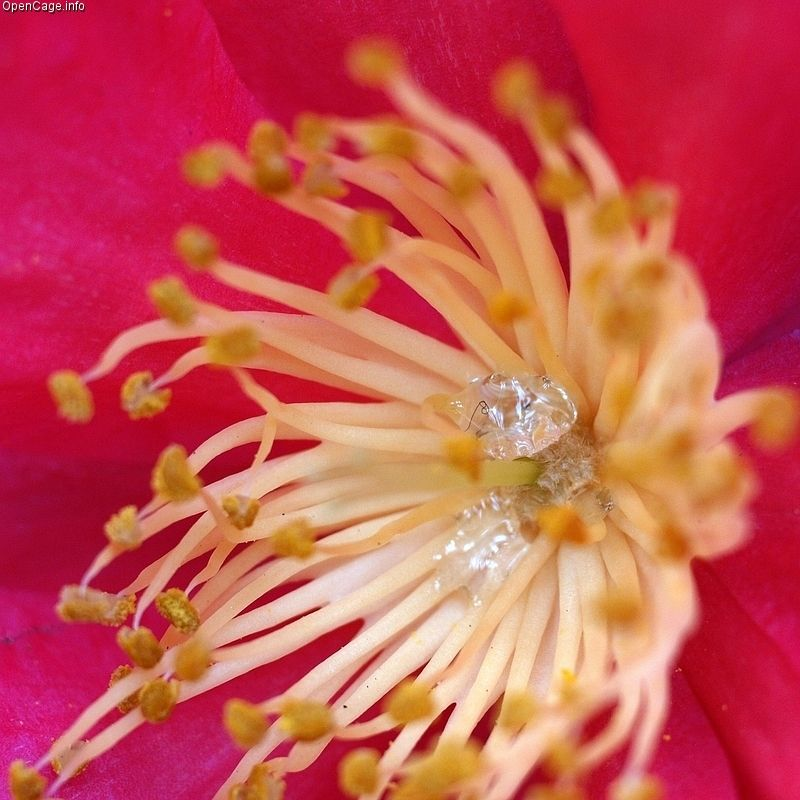
동백나무의 꽃꿀

꽃꿀(화밀, nectar)은 풀이나 나무의 꽃이 꽃가루를 다른 꽃에 옮겨서 번식하려고,곤충이나 동물들을 유인하기 위해 내보내며, 단 맛이 나는 액체이다. 꿀벌이 많은 식물로부터 이 액체를 모아 숙성한 것을 벌꿀이라고 한다. 꽃꿀을 먹기 위해 꽃에 날아오는 활동으로 꽃가루를 옮기는 곤충으로는 꿀벌, 벌, 나방, 나비, 꽃무지, 꽃등에, 빌로드제니등에 등이 있고, 동물로는 동박새, 벌새 등이 있다.

## 꽃꿀
많은 피자식물은 꽃에 꽃꿀을 분비하는 부분을 가진다. 이것을 꿀샘이라고 부른다. 꿀샘은 대부분 꽃잎의 시작하는 부분의 안쪽에 있다. 꽃이 피면 꽃꿀이 분비되며 곤충 등은 이 꽃꿀이나 꽃가루를 먹이로 삼는 경우가 많다.

## 꽃 이외의 꿀
꽃 이외의 부분에 꿀샘을 가진 것도 있다.
- 벚꽃

유명한 것은 벚꽃인데 잎꼭지에 몇 개의 꿀샘을 가지고 있다. 그 밖에도 잎이나 꽃대 등에 꿀샘을 가진 것이 있다. 이것들이 어떠한 도움이 되는지 확실히 밝혀지지 않았으나, 한 이야기를 따르면, 개미를 유인하려는 것이 목적이라고 한다.
- 사과

사과의 중심부의 소르비톨을 꿀이라고 부른다.

## 같이 보기
- 벌꿀